# Weng im Gesäuse
Weng im Gesäuse (bis 2003: Weng bei Admont) war eine Gemeinde mit zuletzt 586 Einwohnern (Stand 1. Jänner 2014) im Gerichtsbezirk bzw. Bezirk Liezen im Bundesland Steiermark. Seit 1. Jänner 2015 ist sie im Rahmen der steiermärkischen Gemeindestrukturreform  mit den Gemeinden Hall, Johnsbach und Admont zusammengeschlossen, die neue Gemeinde führt den Namen „Admont“. Diese neue Marktgemeinde Admont hat seither rund 5.000 Einwohner und eine Fläche von 300 km².

## Geografie
Weng im Gesäuse liegt im östlichen Admonter Becken an der Enns und im seit 2002 bestehenden Nationalpark Gesäuse im Bezirk Liezen in der Steiermark. Höchster Berg im ehemaligen Gemeindegebiet ist der Große Buchstein mit 2224 m.

### Gliederung der ehemaligen Gemeinde
Das Gemeindegebiet umfasste folgende zwei Ortschaften (in Klammern Einwohnerzahl Stand 1. Jänner 2024):
- Gstatterboden (32) samt Gstatterboden-Zerstreute Häuser
- Weng im Gesäuse (550) samt Buchau, Geiergraben, Kletzenberg, Schröckendorf, Schwaighof und Steinfeldsiedlung

Die Gemeinde bestand aus der Katastralgemeinde Weng.
Nachbargemeinden bzw. -orte sind Admont, Hall, Hieflau, Johnsbach, Landl, St. Gallen und Weißenbach an der Enns.
Im Ortsteil Gstatterboden befindet sich der am weitesten von der Staatsgrenze entfernte Punkt Österreichs (47° 35′ 30″ N, 14° 38′ 0″ O).

## Geschichte
Weng wird urkundlich 1135 erwähnt. Die Kirche von Weng wurde 1393 erbaut. Das Stift Admont betreute die Kirche über lange Jahrhunderte, konnte aber das zeitweilige Ausbreiten des Protestantismus in der Gegend nicht verhindern. Erst mit Gegenreformation und Vertreibung konnte sich die katholische Kirche wieder durchsetzen. Die Aufhebung der Grundherrschaften erfolgte 1848. Die Ortsgemeinde als autonome Körperschaft entstand 1850. 1889 zerstörte ein Brand die Kirche in Weng, schon 1890 erfolgte der Wiederaufbau.
1923 kaufte Dr. Finze den Schröckhof und errichtete 1928 dort eine Spiritusbrennerei. Nach der „Anschluss Österreichs“ 1938 kam die Gemeinde zum Reichsgau Steiermark. 1939 wurde der Betrieb der Spiritusfabrik eingestellt. Ende 1944 wurde die Metallbaufabrik Hitzel aus Marburg an der Drau in die stillgelegte Fabrik verlegt. 1945 wurde Weng von den Amerikanern besetzt. 1945 bis 1955 war Weng Teil der britischen Besatzungszone in Österreich. Die Metallbaufabrik Hitzel wurde später Teil der Palfinger-Gruppe.
Am 26. Oktober 2002 entstand der Nationalpark Gesäuse, weshalb sich die Gemeinde auch umbenannte.

## Politik

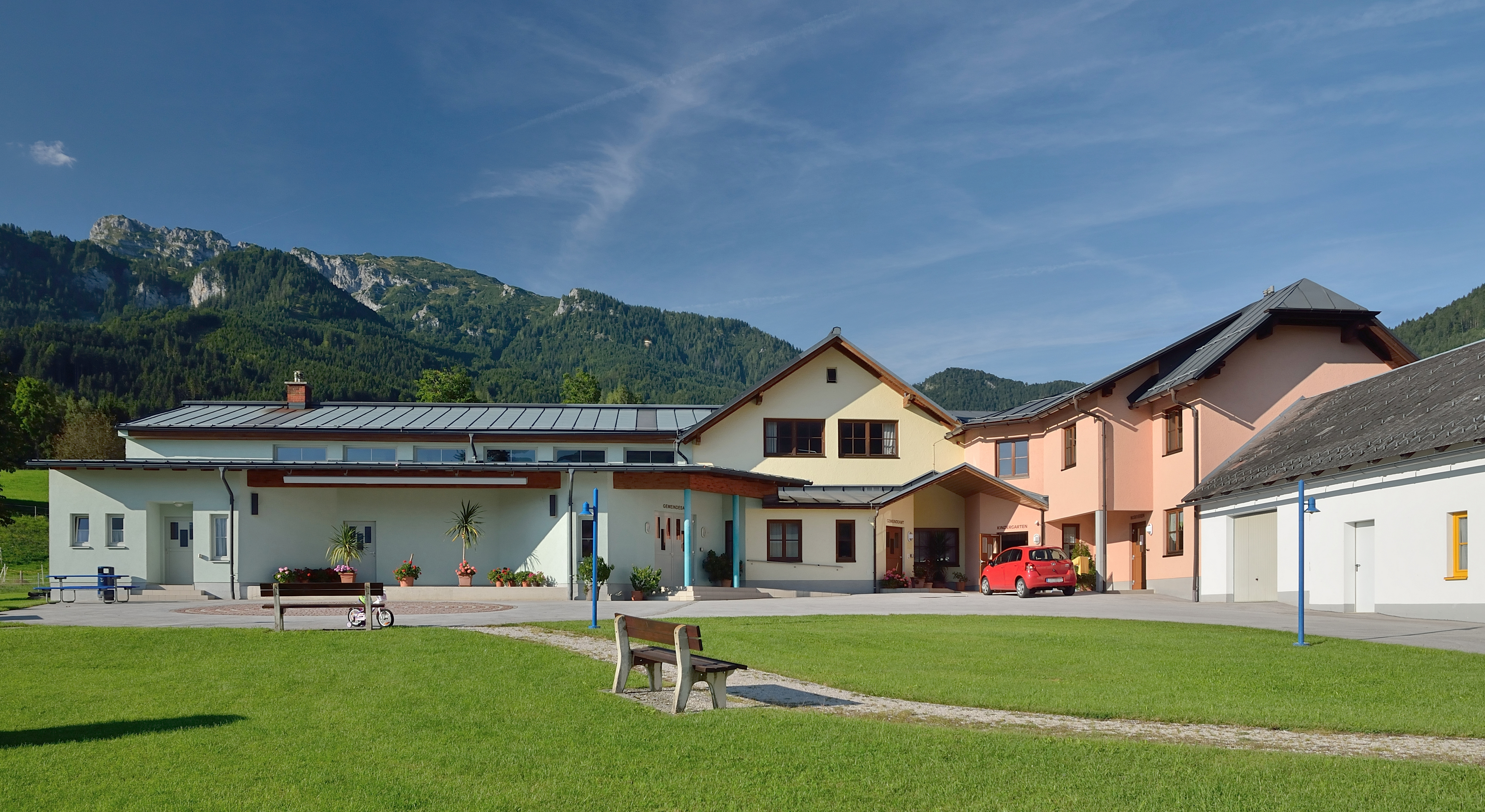
Gemeindeamt der ehemaligen Gemeinde Weng im Gesäuse

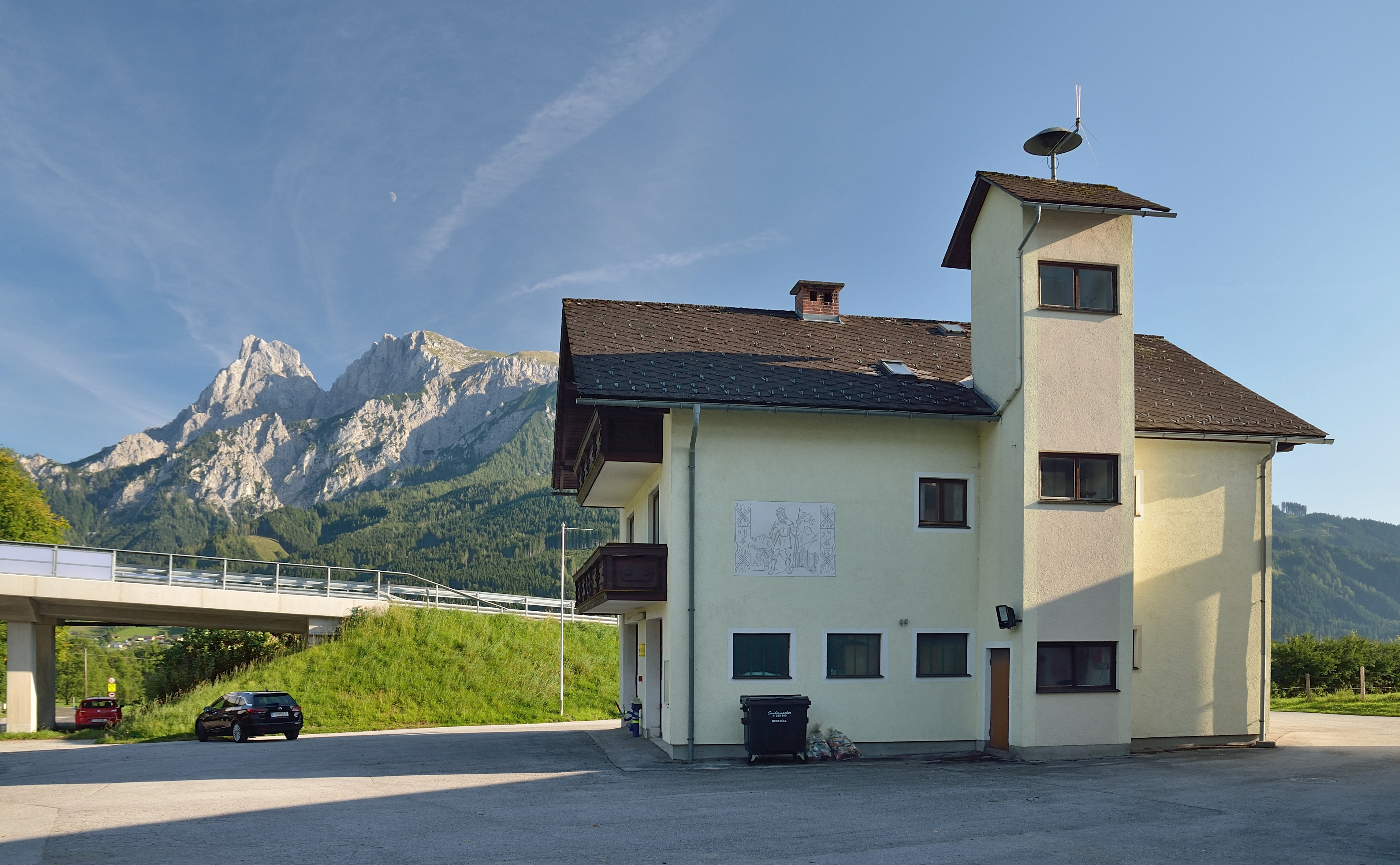
Feuerwehrhaus in Weng

- Bürgermeister war bis zum 31. Dezember 2014 Gerald Lattacher (Österreichische Volkspartei).

Der letzte Gemeinderat setzte sich nach den Wahlen von 2010 wie folgt zusammen: 6 ÖVP, 3 SPÖ, - FPÖ.

### Wappen
Die Verleihung des Gemeindewappens erfolgte mit Wirkung vom 1. Juni 1989.

Wappenbeschreibung: In Blau zwischen zwei silbernen Leisten, die obere zweifach gesparrt, ein rotes mit silbernen Grasbüscheln bestreutes Feld, darin ein schreitender silberner Marder.

## Kultur und Sehenswürdigkeiten
- Katholische Pfarrkirche Weng im Gesäuse Hll. Kosmas und Damian
- Sebastianikapelle: um 1500
- Ennskatarakt Gesäuse-Eingang: Naturdenkmal

## Persönlichkeiten
Ehrenbürger:
- Johann Gassner, Ehrenbürger
- Hubert Maunz, Ehrenbürger

## Freizeit und Sport
- Durch die Ortschaft bzw. das Gemeindegebiet führen die Alpentour bzw. der Ennsradweg R7.
- Grabnerstein: ein Wanderberg in der Nähe des Admonter Hauses bzw. der Grabneralm; er gilt als der schönste Blumenberg der Steiermark.
- Schutzhütten, Almen, Berggipfel: Stützpunkte im Gemeindegebiet sind u. a. Grabneralm, Admonter Haus, Buchsteinhaus, Ennstaler Hütte, Kroisenalm und Lahnalm. Markante Berge sind Tamischbachturm, Tieflimauer, Großer Buchstein, Kleiner Buchstein und Grabnerstein.
- Mountainbike: Auf die Grabneralm bzw. die Kroisenalm / Hochscheiben führen anspruchsvolle Mountainbikestrecken.